# 鴻巣七騎
鴻巣七騎（こうのすしちき）は、戦国時代に太田氏に仕え、武蔵国足立郡の鴻巣郷（現・埼玉県鴻巣市、北本市）周辺に土着した家臣団を指した呼称である。七騎の氏名や在地場所には様々な説があり、またその人数も7人に限られてはいない。

## 該当者
大島大炊助
宮内村（後の北本市宮内）
大島氏は上野国新田氏の一族で新田郡大島村より出たとも、伊豆大島より出て太田氏や後北条氏の家臣となったとも伝えられている。永禄7年（1564年）、足立郡宮内村の開発領主として10貫500文の土地を与えられたが、天正18年（1590年）の小田原征伐による岩付城落城後、浅野長政から居住地において一族の大膳亮と共に帰農するように命じられた。
大島大膳亮久家
宮内村（後の北本市宮内）
大島大炊助の一族。一族で宮内村に住した大嶌土佐守善久の三男小四郎重富を養子とし、大膳亮を名乗らせる。大島大膳亮、式部、家紋丸ノ内三葉三花、笹リントウ、幕紋カフ竹ニ鳳凰。
加藤修理亮宗安
中丸村（後の北本市中丸）
小池長門守久宗の次男で、母方の姓を名乗る。法名、明雲院殿月菴宗安居士。慶長4年8月4日没。墓所は館跡にある真言宗安養院。通称、幸左衛門を名乗る。
小池長門守久宗
鴻巣宿（後の鴻巣市）
天文20年（1551年）、北条氏康の命により岩附城下の市宿より移住し市宿新田の開発、鴻巣宿の発展の基礎をつくった。孫の隼人助は鴻巣御殿用地を寄進。子孫は三太夫を名乗り、宿役人を務めた
河野和泉守
常光村（後の鴻巣市常光）
岩付太田氏に仕え、慶長年間に当地に土着すると、代々名主を務めた。
立川石見守
上谷村（後の鴻巣市上谷）
岩付太田氏に仕え小田原征伐の後に当地に土着したものと考えられるが、記録を失い詳細は定かではない。上谷に龍燈という小字がある。ここに大きな沼があり農民を困らせる龍が棲んでおり、天正の頃に岩槻の浪人立川石見守が退治し、村人はこれを悦んで龍燈と名づけ、沼を干拓し水田とした。
深井対馬守景吉
深井村（後の北本市深井）
深井氏は長尾景春の子孫で、祖父の景行の代に深井に移り住んだと伝えられている。父の景孝が深井に生まれ深井姓を称した。岩付太田氏に仕え太田氏資が永禄10年（1567年）に三船山の戦いにおいて戦死した後も、完全には帰農せず北条氏政や太田氏房の家臣として名を連ねた。
本木某
加納村（後の桶川市加納）
岩付太田氏旗下の鴻巣七騎の一人と伝えられているが、記録を失い詳細は定かではない。室町から戦国期に存在した加納城は本木氏、または本木氏の祖先の城であったと推測されるが実態は定かではない。
矢部某
下谷村（後の鴻巣市下谷）
大島大炊助、大膳亮らと共に帰農するように命じられた矢部新右衛門のことと推定される。中下谷村や北下谷村に村役人として定着した。